# Bhayshul Tuten
Bhayshul Tuten (14 febbraio 2002) è un giocatore di football americano statunitense che milita nel ruolo di running back per i Jacksonville Jaguars della National Football League (NFL).

## Carriera universitaria
Tuten giocò a North Carolina A&T nel 2021 e 2022. Nella prima stagione corse 37 volte per 215 yard e tre touchdown mentre nella seconda 1.363 yard e 13 touchdown. Dopo la stagione 2022 si trasferì a Virginia Tech. Nel 2023 disputò tutte le 13 gare come titolare, correndo 173 volte per 863 yard e 10 touchdown. Nel 2024 fece ritorno a Virginia per un'ultima stagione.

## Carriera professionistica

### Jacksonville Jaguars
Tuten fu scelto nel corso del quarto giro (104º assoluto) del Draft NFL 2025 dai Jacksonville Jaguars.